# Jack Ruby
Jacob Rubenstein (Chicago, 25 de março de 1911 – Dallas, 3 de janeiro de 1967) foi o dono de uma boate em Dallas que se tornou famoso por assassinar Lee Harvey Oswald, suspeito do assassinato de John F. Kennedy, a 24 de novembro de 1963, dois dias depois de Oswald ter sido detido. Mudou o seu nome para Jack Leon Ruby em dezembro de 1947. Faleceu em 1967, vítima de câncer no pulmão. Encontra-se sepultado no Cemitério Westlawn, na cidade de Norridge, no Condado de Cook, no estado norte-americano de Illinois.
Ruby chegou a ser condenado à morte em seu primeiro julgamento, em 1964. Tendo recorrido da sentença, aguardava nova decisão quando sobreveio sua morte.
As razões de Ruby para o assassinato não ficaram claras. Teorias conspiratórias o ligam à máfia e a grupos ligados ao assassinato do presidente John Kennedy. Após sua prisão, Ruby chegou a declarar que agira sozinho, com o propósito de vingar a morte de Kennedy e evitar que sua esposa fosse obrigada a testemunhar no julgamento de Oswald. Uma testemunha com o nome de Julia Ann Mercer identificou Jack Ruby e alegou tê-lo visto próximo ao local do assassinato agindo de forma suspeita. Ela estava dirigindo para o oeste após o outeiro gramado de Elm Street. Julia estava presa em um engarrafamento, ela encontrou-se parada ao lado de um caminhão pick-up estacionado ao longo do calçamento. Ela viu um homem jovem, carregando o que parecia ser um rifle desmontado, ao lado dele o motorista, Jack Ruby. Ela relatou tudo o que tinha visto para o FBI. O escritório do xerife da Comissão de Warren entrou com uma declaração autenticada afirmando que Mercer não foi capaz de identificar o condutor. Após isto Julia Ann Mercer alegou que sua assinatura e depoimento haviam sido forjados. A suspeita é que Ruby matou Oswald e o fez com que parecesse patriota de sua parte, quando na verdade teria sido queima de arquivo.

## Cultura popular
O assassinato de Oswald por Ruby, e seu comportamento tanto anterior como posterior ao assassinato de Kennedy, tem sido tema de diversos filmes, programas de TV, livros e de uma música.

### Ruby and Oswald
Um filme de 1978 feito para TV, Ruby and Oswald geralmente seguido pelos registros oficiais, apresentado pela Warren Commission.  As ações e diálogos de Ruby (assim como as das pessoas que entraram em contato com ele) são praticamente reencenamentos literais dos testemunhos dados na Comissão Warren pelos envolvidos, de acordo com a narração de abertura. Ruby foi interpretado por Michael Lerner.

### JFK
No filme dirigido por Oliver Stone, de 1991, JFK, Ruby foi interpretado pelo ator veterano Brian Doyle-Murray. A perspectiva de Stone dos eventos foi desenhada tomando como base as pesquisas sobre as teorias conspiratórias de Jim Marrs e L. Fletcher Prouty. Pelo menos três cenas que detalham Ruby foram removidas do filme e estão disponíveis apenas no DVD. Uma dessas cenas, do assassinato de Oswald, mostra um policial corrupto permitindo a entrada de Ruby por uma entrada restrita.
Um almoço entre Jim Garrison (Kevin Costner) e Dean Andrews (John Candy) foi expandido para incluir um comentário de Andrews, “Jack Ruby ganha a chance de um novo julgamento e morre de câncer alguns dias depois. Isso que é câncer. Diria até que é um câncer que está saindo de moda”. Quando essa conversa aconteceu Ruby ainda estava vivo.

### Ruby
No filme de 1992 Ruby, especula-se motivações mais complexas de Ruby. Entre os impulsos explorados pelo filme que poderiam ter motivado Ruby em atirar em Oswald foi a reputação de Ruby entre sua família e amigos como um assíduo e emocionalmente volátil caça-publicidade, e a influência das suas conexões de longa data com o crime organizado e a polícia de Dallas. Ruby foi interpretado por Danny Aiello.

### The Cold Six Thousand
Jack Ruby é um dos principais personagens do romance de James Ellroy, The Cold Six Thousand. O enredo se desenrola em torno das consequências do assassinato de John Kennedy, e do assassinato de Robert Kennedy e Martin Luther King, Jr.. Especula-se muito sobre as ligações de muitas figuras históricas como a Máfia e com os grupos antiCastro com os assassinatos.

### Libra
Romance de 1989, Libra, Don DeLillo interpreta Ruby como parte de uma gigantesca conspiração acerca do assassinato do presidente, imaginando que um agente do FBI convenceu Ruby a matar Oswald.

### Key Lime Pie
Jack Ruby é uma música do álbum de 1989 Key Lime Pie de Camper Van Beethoven. Na música, Ruby é descrito como "...o tipo de homem que bate em seus cavalos ou nas dançarinas que trabalham no bar." ("...the kind of man who beats his horses or the dancers who work at a bar.")

### 11.22.63
No seriado de 2016 intitulado 11.22.63, baseado na obra homônima de Stephen King, Jack Ruby aparece como um dos personagens do ano de 1963. Ao dizer seu nome em uma cena que se passa em uma de suas boates, ele desperta a atenção do personagem principal, George Amberson, interpretado por James Franco.